# Sojus TMA-5
Sojus TMA-5 ist die Missionsbezeichnung für den Flug eines russischen Sojus-Raumschiffs zur Internationalen Raumstation (ISS). Es war der neunte Besuch eines Sojus-Raumschiffs bei der ISS und der 115. Flug im Sojusprogramm.

## Besatzung

### Startbesatzung
- Salischan Schakirowitsch Scharipow (2. Raumflug), Kommandant ( Roskosmos/ Russland)
- Leroy Chiao (4. Raumflug), Bordingenieur ( NASA/ Vereinigte Staaten)
- Juri Georgijewitsch Schargin (1. Raumflug), Bordingenieur ( Roskosmos/ Russland)

### Ersatzmannschaft
- Waleri Iwanowitsch Tokarew, Kommandant ( Roskosmos/ Russland)
- William S. McArthur, Bordingenieur ( NASA/ Vereinigte Staaten)

### Rückkehrbesatzung
- Salischan Schakirowitsch Scharipow (2. Raumflug), Kommandant ( Roskosmos/ Russland)
- Leroy Chiao (4. Raumflug), Bordingenieur ( NASA/ Vereinigte Staaten)
- Roberto Vittori (2. Raumflug), Bordingenieur ( ESA/ Italien)

## Missionsüberblick

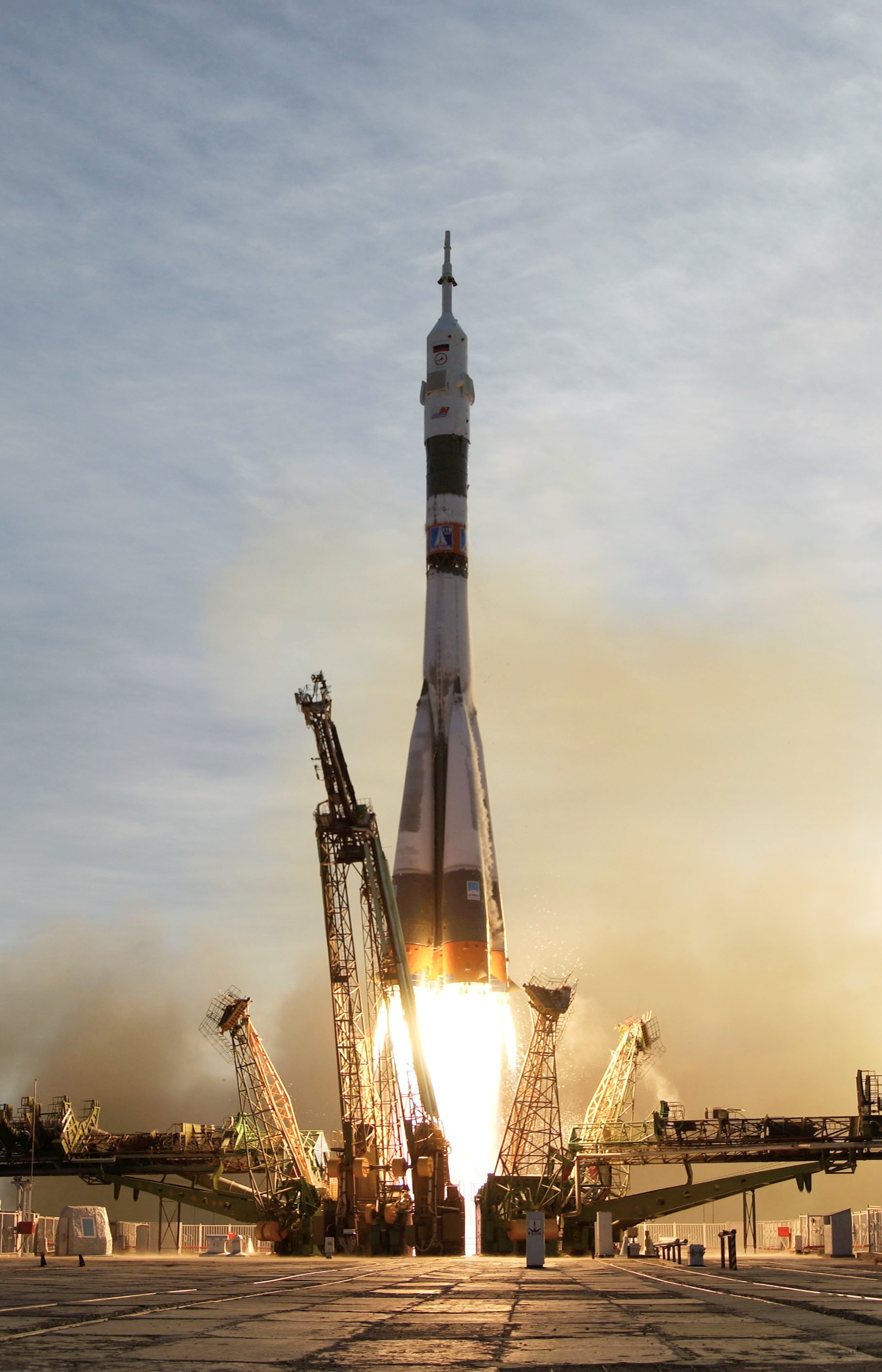
Start von Sojus TMA-5

Dieser Flug war eine Crewaustauschmission zur ISS und der 25. bemannte Flug zu dieser Station. Die auf der Raumstation arbeitende Expedition 9 wurde durch die Mannschaft der Expedition 10 abgelöst. Sie bestand aus dem russischen Kosmonauten Salischan Scharipow (Kommandant) und dem US-Amerikaner Leroy Chiao (Bordingenieur). Zusätzlich flog der Kosmonaut Juri Schargin mit, der nach einem kurzen Stationsaufenthalt von knapp acht Tagen am 24. Oktober 2004 mit der Sojus TMA-4-Landekapsel zur Erde zurückkehrte.
Der Start erfolgte mit einer Trägerrakete vom Typ Sojus-FG vom Weltraumbahnhof Baikonur am 14. Oktober 2004 um 03:06:00 Uhr UTC.
Die beiden Raumfahrer Scharipow und Chiao arbeiteten als 10. Stammbesatzung auf der ISS und führten wissenschaftliche Experimente durch. Außerdem erhielten sie Besuch von zwei Progress-Raumtransportern.

## Weitere Flugdaten
- Kopplung ISS: 16. Oktober 2004, 04:16 Uhr UTC (an das Modul Pirs)
- Abkopplung ISS: 29. November 2004, 09:29 Uhr UTC (vom Modul Pirs)
- Kopplung ISS: 29. November 2004, 09:53 Uhr UTC (an das Modul Sarja)
- Abkopplung ISS: 24. April 2005, 18:44 Uhr UTC (vom Modul Sarja)